# Izbica Kujawska
Izbica Kujawska est une ville de Pologne, située dans la voïvodie de Couïavie-Poméranie. Elle est le siège de la gmina de Izbica Kujawska, dans le powiat de Włocławek.